# Гідазепам
Гідазепам (лат. Gidazepamum, англ. Gidazepam) — синтетичний лікарський засіб, що належить до денних транквілізаторів з групи похідних бензодіазепіну або селективний анксіолітичний бензодіазепін, та застосовується перорально. Діюча речовина препарату розроблена в останні роки існування Радянського Союзу у співпраці Фізико-хімічного інституту імені О. В. Богатського НАН України, Одеського університету імені Мечнікова та НДІ фармакології АМН Росії, випускається ТДВ «Інтерхім» (Одеса) під назвою Гідазепам IC®. За його розробку колектив співробітників ФХІ ім. О. В. Богатського НАН України та ТДВ «Інтерхім» отримали Державну премію України в галузі науки і техніки 2017 року.

## Фармакологічні властивості
Гідазепам IC — синтетичний лікарський засіб, що відноситься до денних транквілізаторів з групи похідних бензодіазепіну, що має також анксіолітичну та антидепресивну дію. Механізм дії препарату полягає у взаємодії з бензодіазепіновими рецепторами в алостеричному центрі постсинаптичних рецепторів гамма-аміномасляної кислоти. На відміну від інших препаратів групи бензодіазепіну, має також частковий активуючий ефект на ЦНС, а також міорелаксуючу дію. Препарат має також імуносупресивні властивості при тривалому застосуванні, а при нетривалому застосуванні незначно стимулює імунну систему. У середньотерапевтичних дозах  не має вираженої снодійної дії, та не сприяє зменшенню точності рухів на робочому місці. Лікарський засіб найбільш ефективний при застосуванні у хворих із неврозами, тривожними станами, реактивними станами та психопатіями, позитивний ефект спостерігається при застосуванні препарату також при ендогенних психозах (зокрема, шизофренії та циклотимії), а також обсесивно-фобічному синдромі. Препарат ефективний також при алкоголізмі, особливо для купування абстинентного синдрому (хоча й поступається в цьому багатьом іншим препаратам бензодіазепінової групи, зокрема тіоридазину (сонапаксу), периціазину (неулептилу) та алімемазину (тералену)). На думку деяких учених, він дещо поступається в ефективності афобазолу при застосуванні у хворих серцево-судинними захворюваннями із супутніми тривожними розладами. Препарат малоефективний при застосуванні у випадку істеричних розладів та алкогольного делірію.

### Фармакокінетика
Препарат при прийомі всередину швидко всмоктується та розподіляється в організмі, біодоступність препарату при пероральному прийомі складає майже 100 %, максимальна концентрація в крові досягається протягом 1–4 годин. Препарат створює високі концентрації у багатьох тканинах організму, найвищі концентрації створює у жировій тканині, нирках та печінці. Метаболізується в печінці з утворенням як активних, так і неактивних метаболітів. Період напіввиведення діючої речовини препарату та його метаболітів із крові становить 86,7 годин, а тривалість виявлення препарату в крові становить 127,32 годин, цей час може збільшуватися при печінковій та нирковій недостатності.

## Показання до застосування
Застосовується при невротичних, психопатичних, тривожних станах; та станах, які супроводжуються страхом (у тому числі перед хірургічними втручаннями та болісними діагностичними обстеженнями); підвищеній дратівливості; порушеннях сну; емоційній лабільності; для купування абстинентного синдрому при алкоголізмі; при логоневрозах та мігрені.

## Побічна дія
Найчастішими побічними ефектами при застосуванні препаратів бензодіазепінового ряду є загальна слабість або в'ялість, сонливість, атаксія, зниження уваги та працездатності, розслабленість м'язів, дизартрія, порушення нічного сну, сухість у роті, нудота, шкірні алергічні реакції (висипання на шкірі, свербіж шкіри, набряк Квінке, кропив'янка). При застосуванні препарату Гідазепам IC побічні ефекти спостерігаються значно рідше, ніж при застосуванні інших препаратів бензодіазепінового ряду.

## Протипокази
Лікарський засіб протипоказаний при підвищеній чутливості до будь-якого з компонентів препарату або до інших похідних бензодіазепінового ряду, вираженій міастенії та важких порушеннях функції печінки або нирок. Препарат не рекомендований для застосування при вагітності, годуванні грудьми, особам у віці молодших 18 років, а також при відкритокутовій глаукомі.

## Форми випуску
Гідазепам IC® випускається у вигляді таблеток по 0,02 та 0,05 г.